# Lenti
Lenti est une ville et une commune du comitat de Zala en Hongrie.

## Jumelages
La ville de Lenti est jumelée avec :
- Lendava (Slovénie) ;
- Bad Radkersburg (Autriche) ;
- Mursko Središće (Croatie).